# Серго-Поливановський археологічний комплекс
Серго-Поливановський археологічний комплекс мокшанського селища, буртаського городища й селища 11-13 сторіч, та курганного могильника. Розташовано в 1,5 км на схід від села Серго-Поліваново Вадінського райо́ну Пензенської області на схилі правого берегу річки Вад. Місцевість Серго-Поливановки розташована у Надмокшанні на крайньому північному заході Пензенської області.
Серго-Поливановський археологічний комплекс відображає процес соціального розшарування суспільства й змішання у 12 сторіччі мордовського й буртаського населення.

## Мордовське селище
Селище відкрите у 1952 році М. Р. Полєсських.
Мокшанське селище відноситься до 11-12 сторіччя. Селище розташоване у заплаві річки Вад. Виявлена характерна ліпна кераміка бурого кольору горшкодібних й банкоподібних форм.

## Буртаські пам'ятки
Буртаські городище, селище та кургано-ґрунтовий могильник відносяться до 12-13 сторіччя.

### Городище
Буртаське городище має місцеву назву Кладова гора (Скарбова гора). Відкрито в 1882 року Г. П. Петерсоном.
Городище розташоване на вершині мису. Городище захищено валом з ровом й використовувалося лише як притулок мешканців селища.
З городищем Кладова гора пов'язано безліч легенд про золоту качку або човен.

### Селище
Селище відкрито у 1952 році М. Р. Полєсських.
Буртаське селище розташоване поруч з попереднім у часі мордовським селищем. Виявлена велика кількість кругового посуду коричнево-жовтого кольору різних форм: від горщика до глечика.

### Могильник
Могильник відкрито у 1952 році М. Р. Полєсських. У 1986-87 роках його досліджував О. Х. Халіков.
Кургано-ґрунтовий могильник розташовувався поруч з городищем. На ньому одних поховано під курганами, інших — ґрунтових ямах. В курганах зустрічаються трупоспалення й поховання жінок в скорченому положенні, а також воїнів зі зброєю.
У ґрунтові поховання, що зроблені за зороастрійським обрядом вторинного поховання, в яму кладалися вже очищені кістки людини.
Інвентар курганів дуже бідний. Серед супроводжуючих речей переважають круговий посуд горшкоподібної форми й залізні предмети побуту — кресала, ножі та рідко бронзові прикраси.
Навколо могил безліч залишків тризни: битого посуду й тваринних кісток.